# Heiluanjärvi
Heiluanjärvi eller Heiluajärvi är en sjö i Finland. Den ligger i kommunen Puolango i landskapet Kajanaland, i den centrala delen av landet, 500 km norr om huvudstaden Helsingfors. Heiluanjärvi ligger 173 meter över havet. Den är 9,6 meter djup. Arean är 44,3 hektar och strandlinjen är 3,74 kilometer lång. Sjön  ingår i Uleälvens huvudavrinningsområde.   Den ligger vid sjön Saarisenjärvi.